# إيان ماكنزي كير
إيان ماكنزي كير (18 تشرين الثاني - 27 آيار 2005) هو مصمم كتب بريطاني. عمل في شركة التايمز وهدسون لمدة خمسين عامًا تقريبًا، حيث كان له دور فعال في تغيير مظهر كُتبهم.

## حياته وعمله
ولد إيان ماكنزي كير وتوفي في لندن، وكان ابن مدير فندق. تلقى تعليمه في مدرسة بريانستون في دورست، حيث طور اهتمامه بالفن والدراما تحت قيادة المدير ثورولد كويد.
تولى الخدمة الوطنية في قبرص كضابط استخبارات يراقب البث باللغة العربية. في عام 1950، بدأ أربع سنوات في كلية غولدسميث، جامعة لندن، وكان مصدر إلهامه حضور مهرجان بريطانيا في ساوث بأنك مرتين في عام 1951. ثم انتقل إلى الكلية الملكية للفنون (1954-1957), حيث تعلم عن الرسم التوضيحي على يد إدوارد أرديززون وإدوارد باودن. في وقت مبكر من حياته المهنية في النشر، مع خلفيته المسرحية، عرض عليه دور بيتر كوك في العرض المسرحي الكوميدي البريطاني Beyond the Fringe في جولة في أستراليا. عندما انضم ماكنزي كير إلى شركة التايمز وهدسون في عام 1957، لم يكن قسم الفن موجودًا تقريبًا. في السابق، تم تنفيذ الرسوم التوضيحية في كتب التايمز وهدسون بشكل سيء، مع سوء إنتاج الألوان. غير ماكنزي كير وضع الشركة.في عام 1962، أقنع نيكولاس بيسنر ماكنزي كير ليصبح المصمم والمحرّر المشترك للجمعية الفيكتورية السنوية مع إيان ساتون، زميل في التايمز وهدسون.قام بإنتاج رسومات لـ نقاط قوية لروي سترونغ. ظهر ماكنزي كير في كتب عن تصميم الكتب، حيث كان قادرًا على التكيف مع تغير تكنولوجيا تصميم الكتب خلال حياته المهنية.